# 袁九皐
袁九皋（？—1610年），字君鳴，號鶴野，南直隸揚州府通州人，明朝政治人物。

## 生平
嘉靖甲寅（1554年）四月十九日生。因其父袁观早逝，他和弟弟袁九功都由叔父袁随抚养教育成人。隆慶元年（1567年）丁卯科應天鄉試舉人，萬曆十七年（1589年）己丑科三甲一百九名進士。大理寺觀政，八月授江西鉛山縣知縣，二十三年行取廣西道御史，二十四年差巡视十庫，本年二月差山西巡按，二十五年两浙巡盐，二十七年巡视南城，本年巡按河南，三十年巡按順天，三十二年升添注太僕寺少卿，三十三年三月以考察調外任，三十五年調陕西关内道副使，三十八年卒。

## 家族
曾祖袁棐，贈四川左布政。祖父袁淮，廪生，以子袁随贈四川左布政。父袁觀，廪生。